# Castlewood (Colorado)
Castlewood é uma Região censo-designada localizada no estado americano de Colorado, no Condado de Arapahoe.

## Demografia
Segundo o censo americano de 2000, a sua população era de 25.567 habitantes.

## Geografia
De acordo com o United States Census Bureau tem uma área de
15,9 km², dos quais 15,9 km² cobertos por terra e 0,0 km² cobertos por água.

## Localidades na vizinhança
O diagrama seguinte representa as localidades num raio de 8 km ao redor de Castlewood.